# Ulica Tarłowska w Krakowie
Ulica Tarłowska – ulica w Krakowie, w dzielnicy I Stare Miasto, na Nowym Świecie. Ślepa, jednojezdniowa ulica pomiędzy placem na Groblach a ulicą Zwierzyniecką.

## Historia
Ulica została wytyczona pod koniec XIX wieku, prawdopodobnie w 1896 roku, a swoją nazwę obecną otrzymała w 1903 roku. W XVIII wieku w miejscu dzisiejszej ulicy znajdowała się jurydyka pod nazwą Tarłowska, stanowiąca własność rodziny Tarłów.
Pierwotnie nie łączyła się z ulicą Zwierzyniecką, dawniej w miejscu istniejącego obecnie skweru Jerzego Turaszwiliego stanowiącego połączenie obu ulic znajdował się dom jednorodzinny, który rozebrano po zakończeniu II wojny światowej.

## Zabudowa
- ul. Tarłowska 3 – Kamienica, ok. 1900.
- ul. Tarłowska 4 – Kamienica, ok. 1900.
- ul. Tarłowska 5 – Dom, XIX wiek.
- ul. Tarłowska 6 – Kamienica, ok. 1914.
- ul. Tarłowska 8 – Kamienica, ok. 1930.
- ul. Tarłowska 9 (ul. Tenczyńska 2) – Kamienica, ok. 1900.
- ul. Tarłowska 10 – Kamienica, ok. 1900.
- ul. Tarłowska 11 – Kamienica, ok. 1900.
- ul. Tarłowska 12 – Kamienica, XIX wiek.

Opracowano na podstawie źródła: Gminnej ewidencji zabytków – Kraków.

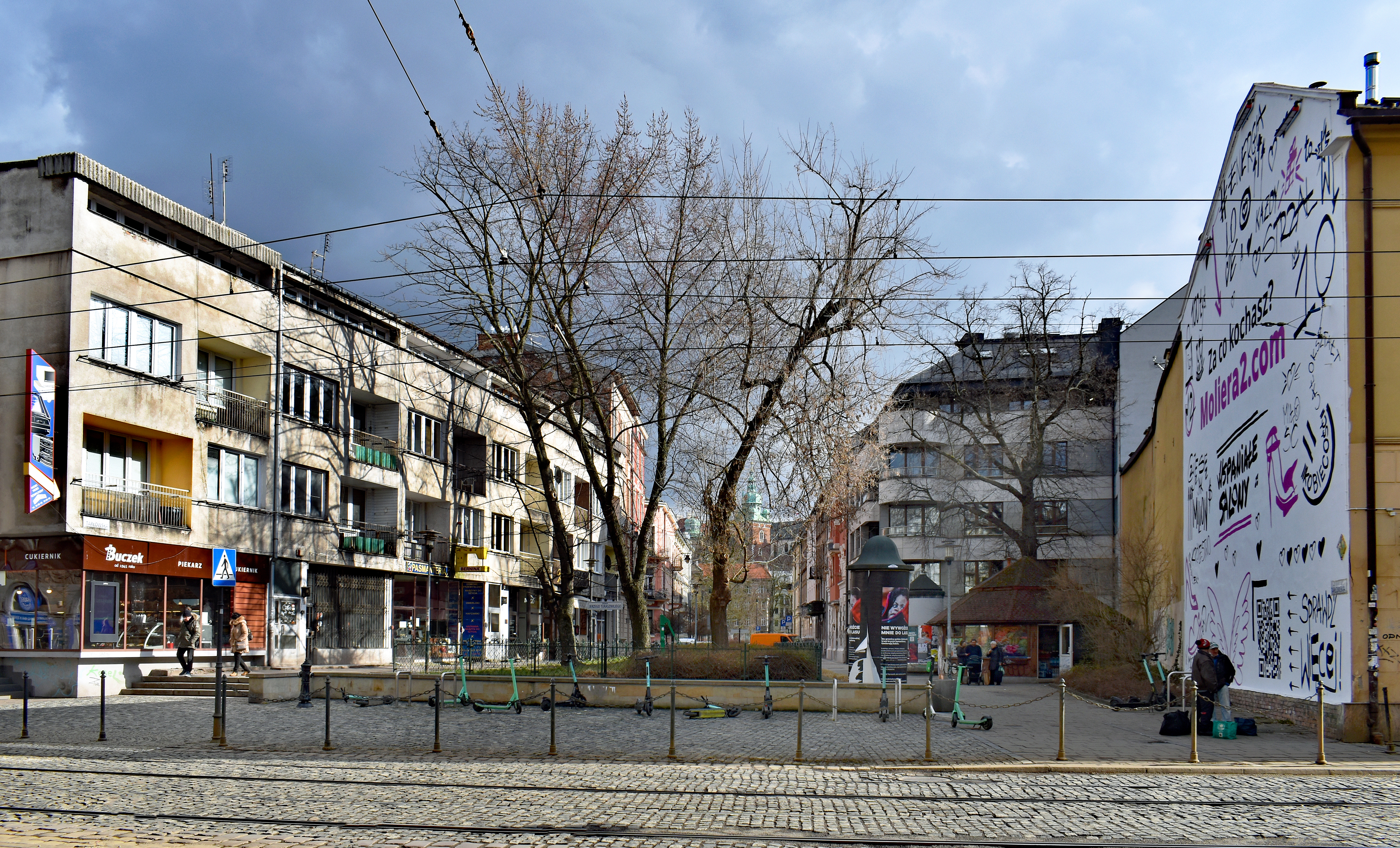
Widok z ul. Zwierzynieckiej. Skwer Jerzego Turaszwiliego.
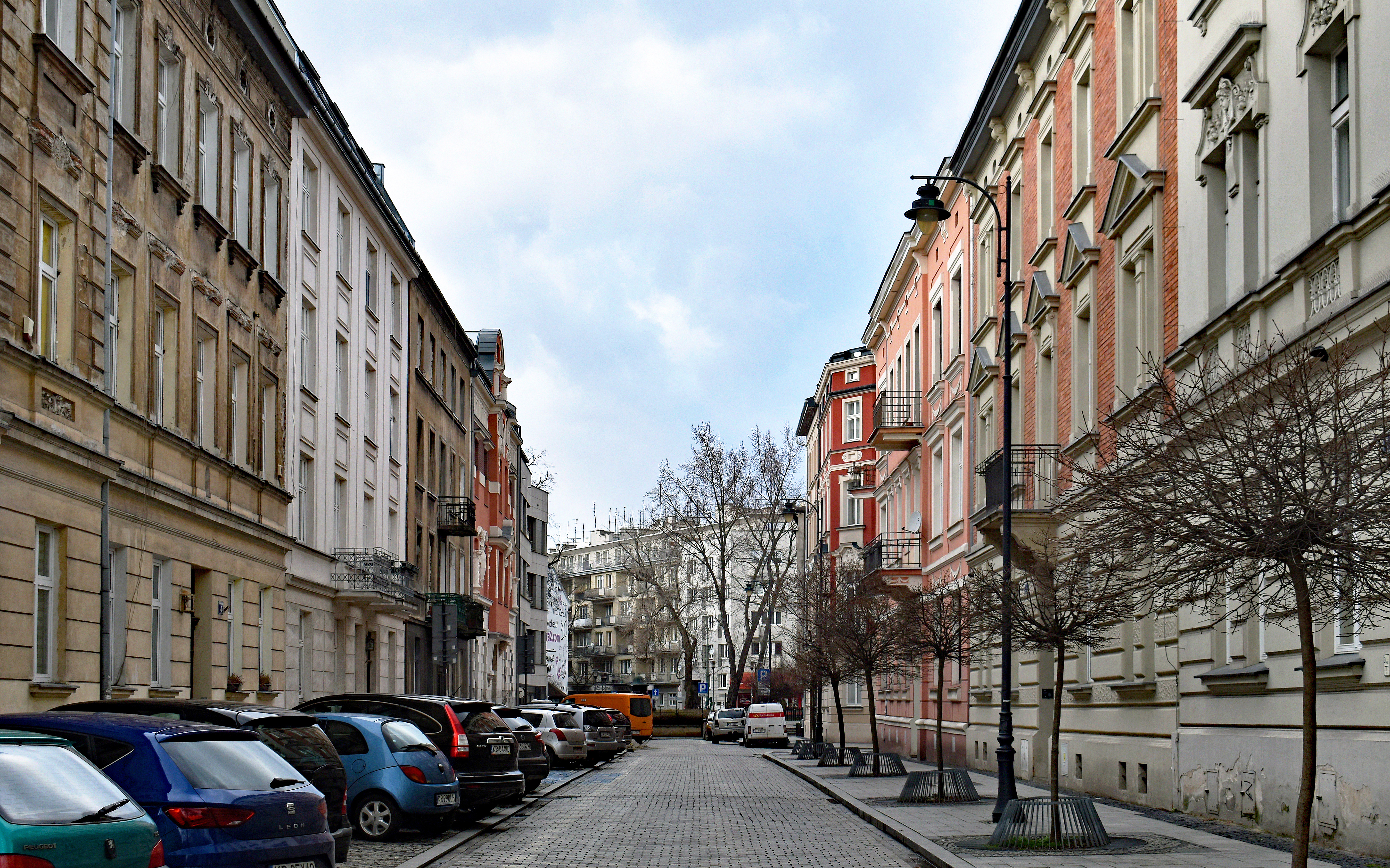
Widok z pl. Na Groblach.
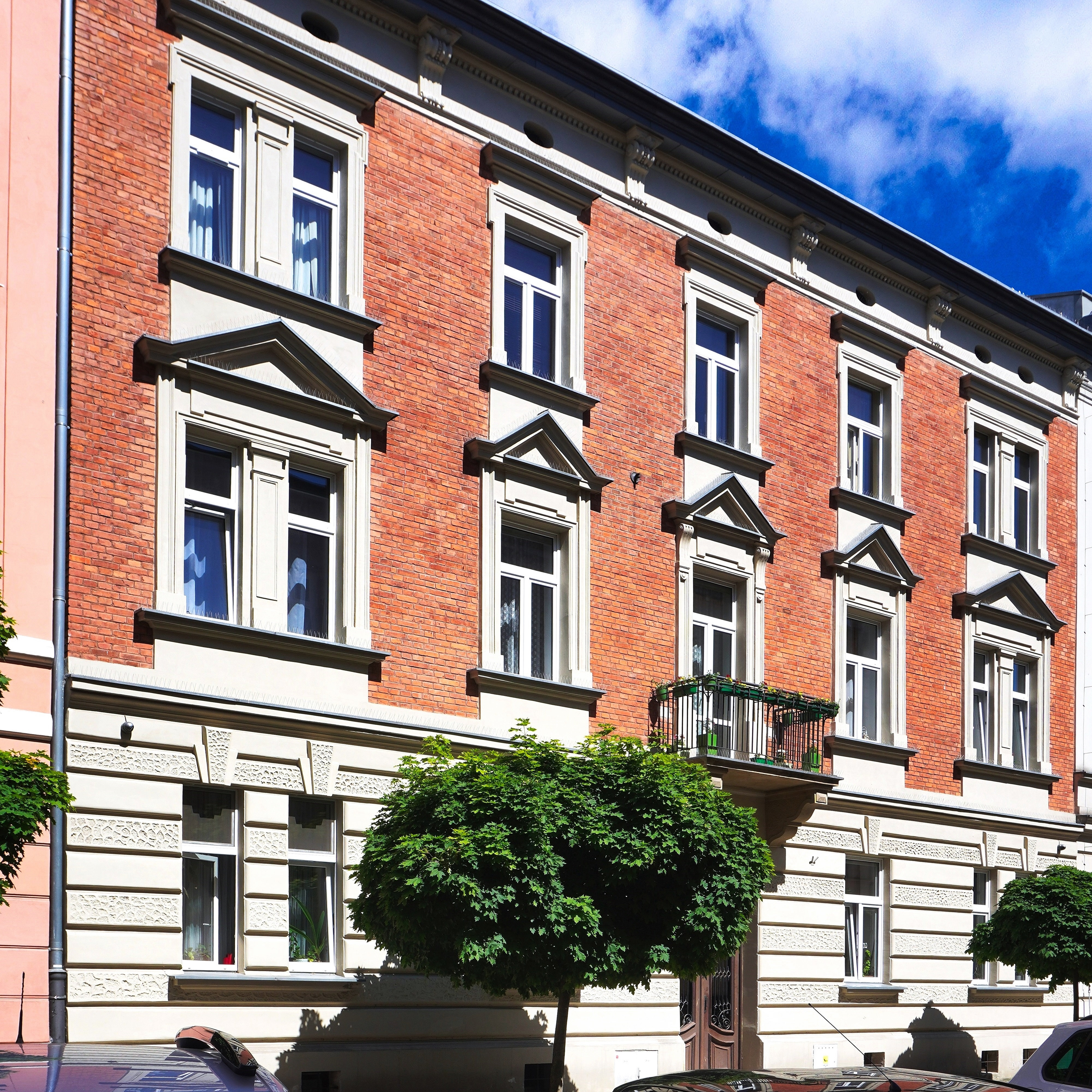
ul. Tarłowska 3 Kamienica
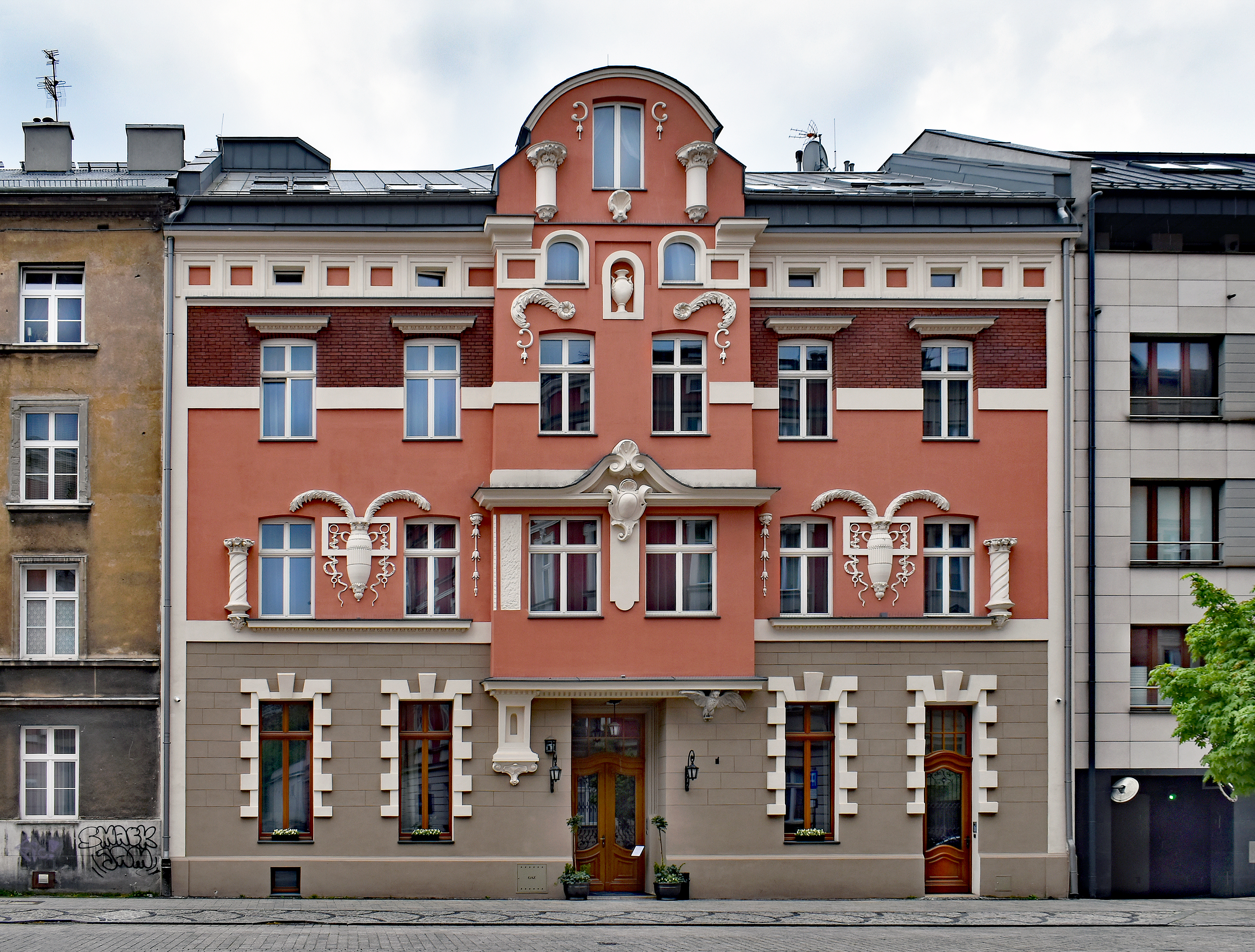
ul. Tarłowska 10 Kamienica
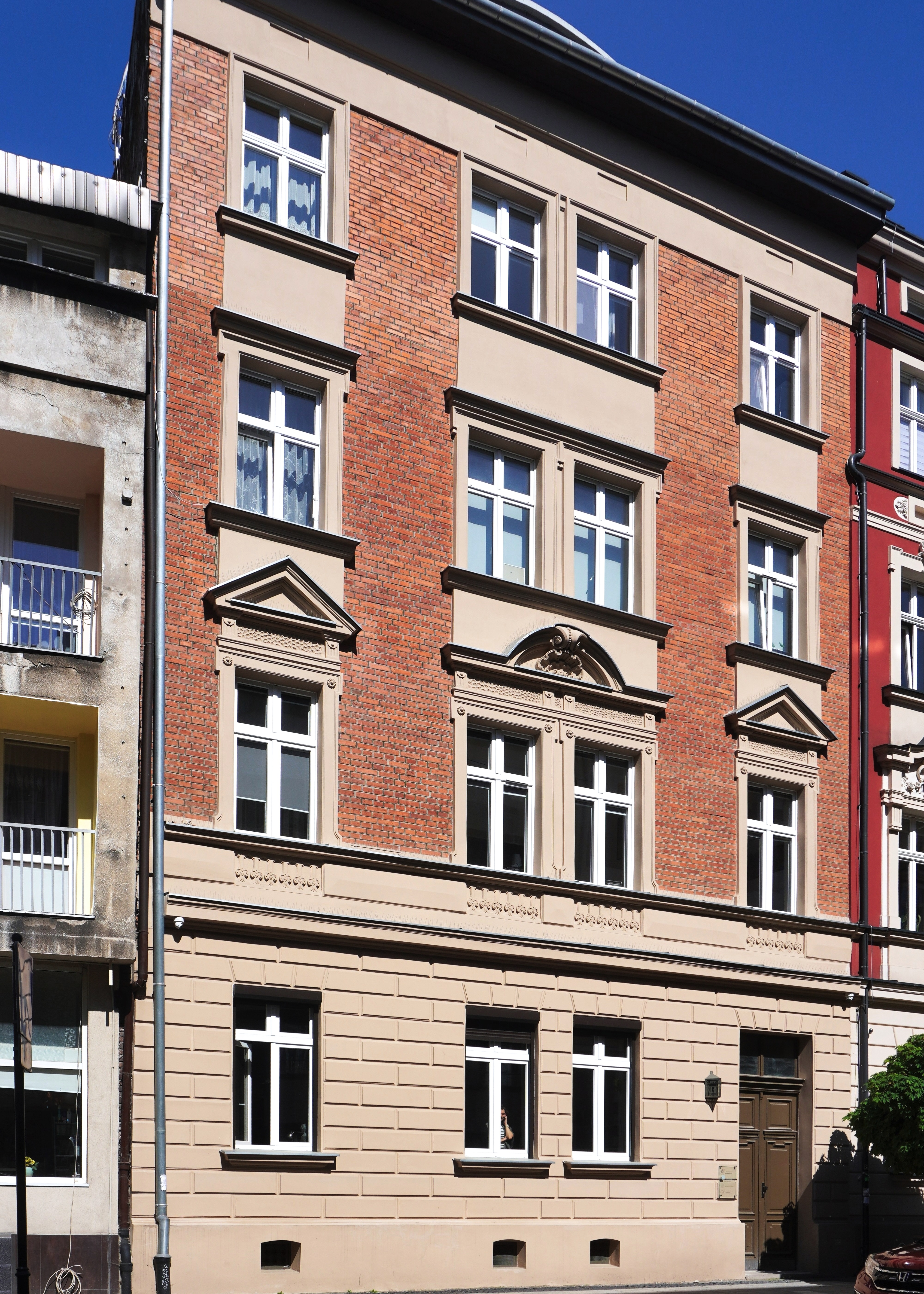
ul. Tarłowska 11 Kamienica